# Gran Bal Trad
Il Gran Bal Trad è un festival dedicato alla musica e danza tradizionale che si svolge dal 2000 in Piemonte. Dal 2000 al 2004 il festival è stato ospitato presso Sala Biellese, in seguito si è spostato a Vialfrè presso l'area naturale di Pianezze.

## Storia
L'idea di organizzare un festival di danza e musica tradizionale, sulla falsariga dell'esperienza del Gran Bal d'Europe di Gennetines (Francia), in Piemonte risale al 2000, quando un incontro viene organizzato presso Sala Biellese. Questa formula, sperimentata per la prima volta in Italia, riscuote immediatamente un buon successo vedendo la partecipazione di ballerini e musicisti, provenienti non solo dalle regioni italiane ma anche da molti paesi europei. Il Gran Bal trad è organizzato da 5 associazioni di musica e danza tradizionale che si sono costituite in un'associazione di secondo livello.

## Organizzazione
La manifestazione è gestita da un gruppo di associazioni, senza scopo di lucro. Per la durata di cinque giorni, a cavallo dell'ultimo week-end di giugno, vengono organizzati corsi di danze tradizionali e serate a ballo. Durante la giornata sono organizzati corsi di: danza, canto e strumento, conferenze, momenti di convivialità. Le serate sono dedicate alla danza e alla musica con l'alternarsi sui palchi di gruppi musicali.
Strutture e servizi:
- Tendoni per serate e corsi
- Gazebo per stage musicali
- Custodia strumenti
- Mensa, bar
- Campeggio
- Segreteria
- Servizi igienici

### Associazioni organizzatrici
- Accordanza
- BandaBrisca, su bandabrisca.it.
- Biella Trad, su biellatrad.it.
- Carolando, su carolando.it. URL consultato il 6 gennaio 2009 (archiviato dall'url originale l'8 febbraio 2009).
- John O'Leary, su xoomer.virgilio.it.